# Mathilde Ire de Bourbon
Mathilde Ire de Bourbon, née avant 1165 et morte à Montlaux le 20 juin 1218, aussi connue sous le nom de Mahaut de Bourbon ou Marguerite de Bourbon, a été dame de Bourbon de 1173 à sa mort.

## Biographie
Elle est la fille d'Archambaud de Bourbon et Alix de Bourgogne. Son grand-père paternel était Archambaud VII de Bourbon. Elle naît avant 1165 et devient l'héritière en 1171 de la seigneurie de Bourbon à la mort de son grand-père après la disparition prématurée de son père en 1169.

## Unions et postérité
Mathilde Ire épouse en premières noces, vers 1178, Gaucher IV de Mâcon, seigneur de Salins, dont elle a :
- Marguerite de Salins († 1259), qui épousa en 1211 Guillaume de Sabran, comte de Forcalquier, puis en 1221 Jocerand IV Gros de Brancion, sire d'Uxelles et de Brancion.

En 1195, après le retour de Gaucher de la troisième croisade, les relations devenues mauvaises entre Mathilde et son mari conduisent à un divorce, prononcé pour cause de consanguinité.
Elle épouse en secondes noces un fidèle du roi de France Philippe Auguste, Guy II, seigneur de Dampierre, le 9 septembre 1196. Ils eurent sept enfants :
- Archambaud, seigneur de Bourbon, dit le Grand (1197 † 1242) ;
- Philippa Mahaut (1196 † 1223), qui épousa en 1205 Guigues d'Albon, comte de Forez ;
- Marie (1197 † 1234), qui épousa vers 1210 Hervé de Vierzon, puis en 1220 Henry Ier de Sully ;
- Guillaume, seigneur de Dampierre et Saint-Dizier (1198 † 1231) ;
- Guy III de Dampierre, seigneur de Saint-Just († 1275) ;
- Jeanne ;
- Marguerite.

Elle meurt le 20 juin 1218.

## Sources
- Jean Baptiste Guillaume, Histoire généalogique des sires de Salins au comté de Bourgogne, édition Jean-Antoine Vieille, 1757, p.  208,  books.google.fr.
- André Leguai, Histoire du Bourbonnais (« Que sais-je ? », no 862), Paris, Presses universitaires de France, 1960.
- Anthony Stokvis, Manuel d'histoire, de généalogie et de chronologie de tous les États du globe, depuis les temps les plus reculés jusqu'à nos jours, préf. H. F. Wijnman, éditions Brill Leyde 1889, réédition 1966, Volume II, chapitre II « France et Monaco »  e) États féodaux, § 84 « Seigneurie, puis baronnie et plus tard duché de Bourbon », p. 143 et tableau généalogique no 42, p. 144.